# Zoo Zürich
Koordinaten: 47° 23′ 6″ N, 8° 34′ 23″ O; CH1903: 685659 / 248860
Der Zoo Zürich ist der zoologische Garten von Zürich. Er wurde 1929 eröffnet und liegt oberhalb der Stadt auf dem Zürichberg im Quartier Fluntern. Nach dem Zoo Basel sowie dem Natur- und Tierpark Goldau handelt es sich dabei um den drittältesten zoologischen Garten der Schweiz.
Die Tiergarten-Gesellschaft Zürich mit über 40'000 Mitgliedern ist der offizielle Förderverein des Zoos.

## Anlage und Infrastruktur

### Lage

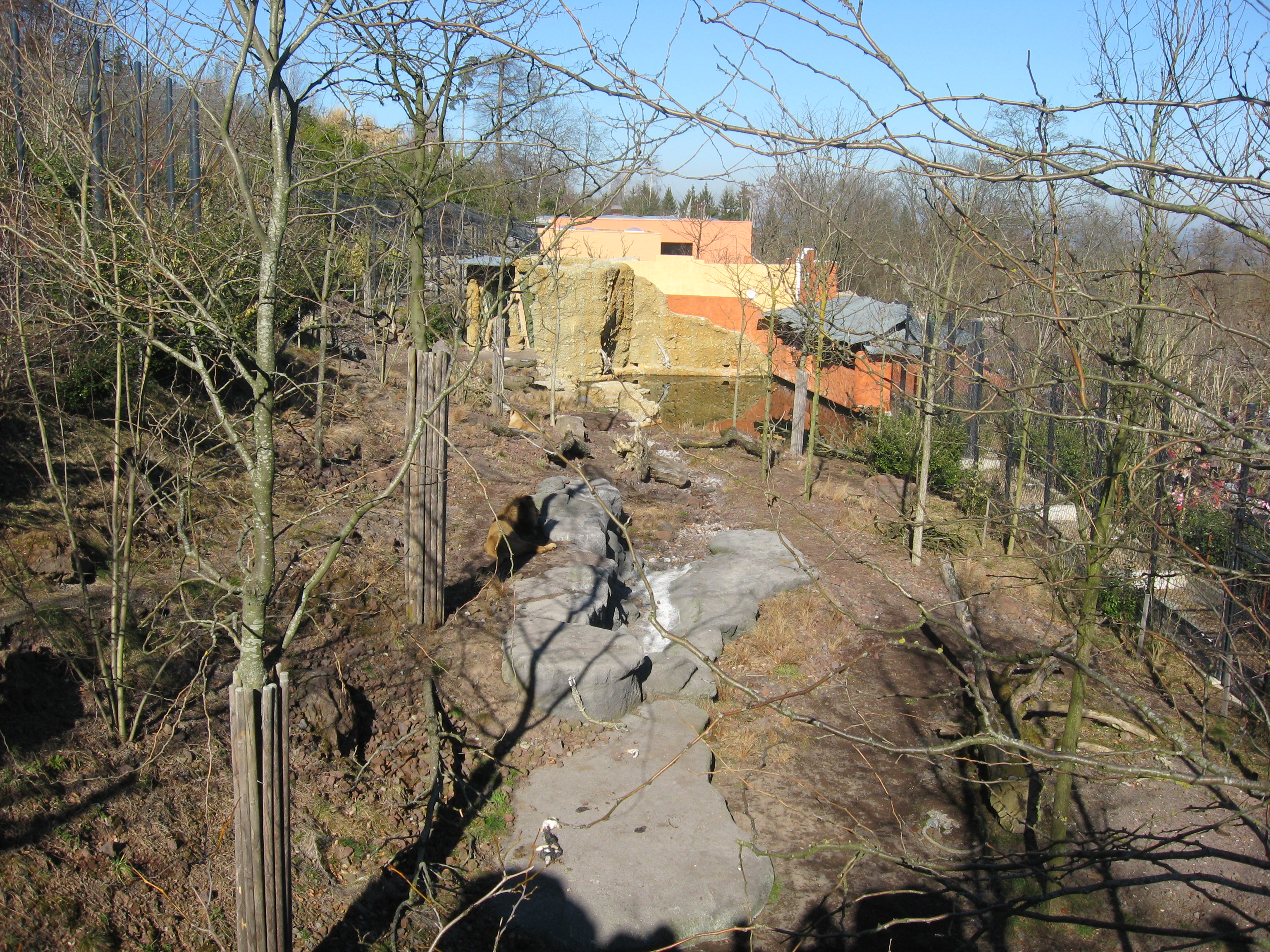
Die Geländesteigung wurde bei der ehemaligen Löwenanlage besonders deutlich

Der Zoo Zürich liegt oberhalb der Stadt auf dem Zürichberg im Quartier Fluntern, im Kreis 7. Auf dem Gelände waren früher ein Restaurationsbetrieb mit einem Ausblick auf den Säntis und eine grosse Wiese, auf der zu Gründungszeiten diverse Haus- und Huftiere weideten. Daher hiess auch das erste Zoorestaurant «Säntisblick».
Die exponierte Lage auf 600 m ü. M. bereitete vor allem am Anfang Probleme, als die meisten Unterkünfte für die Tiere noch nicht beheizt waren und das Gebiet noch nicht an die städtische Wasserversorgung angeschlossen war. Heute bietet das Gebiet am Stadtrand zwischen Wiesen und Wäldern den Vorteil, dass dem Zoo noch einige Hektar Fläche für Erweiterungen zur Verfügung stehen.
Der Zoo ist von geräumigen und naturnah gestalteten Anlagen geprägt. Die Pflanzen werden je nach Gehege einem anderen Ökosystem zugeordnet. Der Park liegt am Hang und besitzt eine leichte Steigung, welche heute durch breite, asphaltierte Wege überwunden werden kann; einzig die Natur- und Trampelpfade sind für Rollstühle, Rollatoren und Kinderwagen unpassierbar.

### Erreichbarkeit

#### Öffentlicher Verkehr

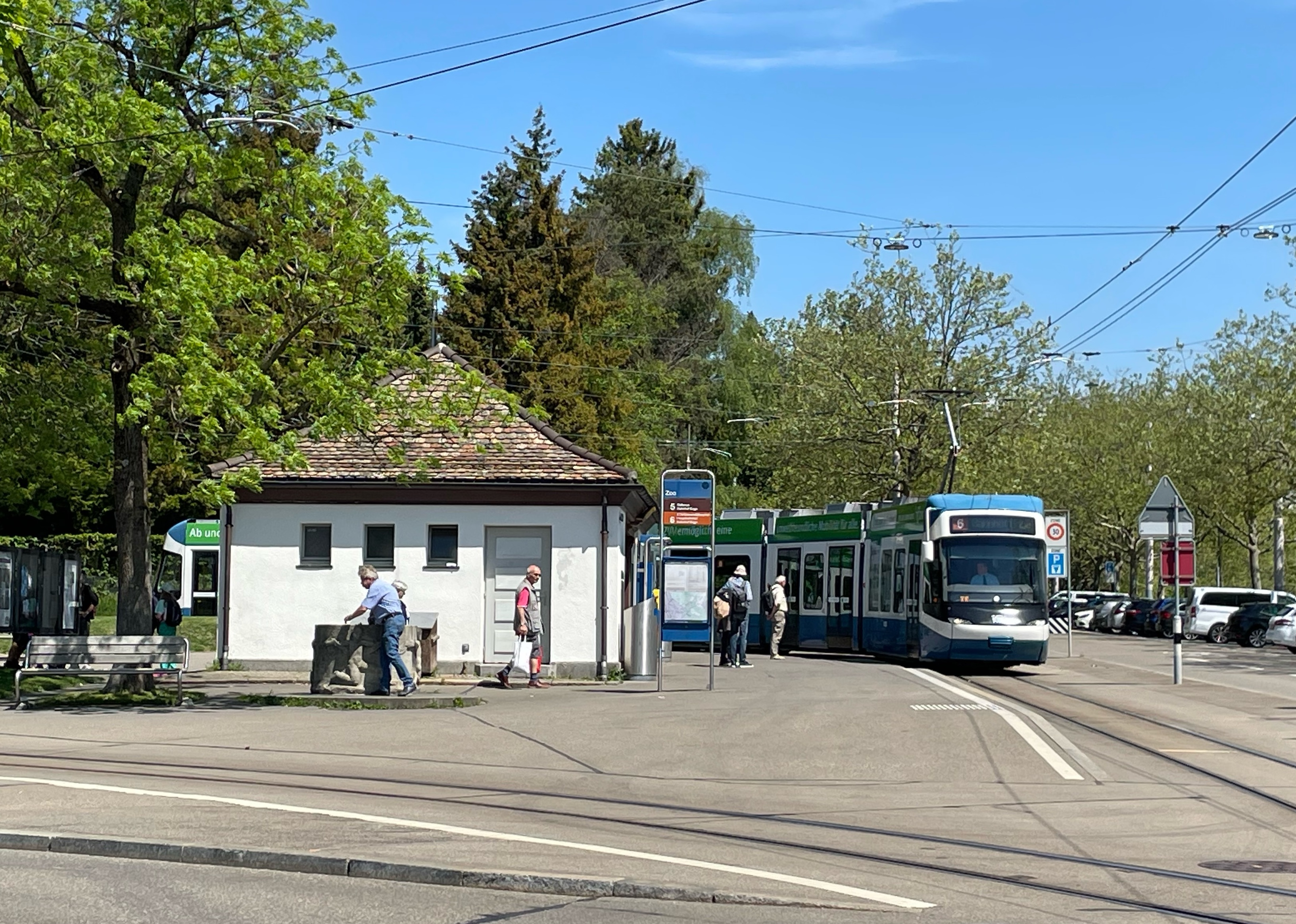
Tramhaltestelle Zoo

Der Zoo ist heute mit dem Tram aus der Zürcher Innenstadt zu erreichen. Zusätzlich stehen zwei Busverbindungen zur Verfügung. Der Zoo bewirkte 1952 die Umbenennung der Tramstation von Allmend Fluntern zu Zoo.
Da die Tramhaltestelle 300 Meter vom Eingang entfernt ist, wurden verschiedene andere Möglichkeiten diskutiert, wie der Zoo besser erschlossen werden könnte. Im Laufe der Jahre wurden einige Konzepte erarbeitet, welche die Anfahrt zum Zoo vereinfachen sollten:
- Eine zusätzliche S-Bahn-Station bei den Dreiwiesen zwischen Stadelhofen und Stettbach, an welcher verschiedene Linien der S-Bahn Zürich halten würden.
- Ein Parkhaus Zoo
- Der Zoo möchte den Zugang mittels einer Seilbahn von Stettbach besser erschliessen. Ein erstes, 2008 gestartetes Projekt wurde 2014 vom Zürcher Verwaltungsgericht zurückgewiesen. Ein überarbeitetes Gesuch wurde im Frühjahr 2018 eingereicht. Das Baugesuch ist Stand 2023 beim Verwaltungsgericht hängig.[7][8][9][10]
- Eine Verlängerung der Tramgleise bis zum Zooeingang bzw. bis zur Masoala-Halle. Diese wurde in der Volksabstimmung vom 30. November 2008 von den Stimmbürgern des Kantons Zürich deutlich abgelehnt.[11]

#### Auto
Für Autos stehen Parkplätze zur Verfügung, die aber an publikumsreichen Tagen nicht ausreichen. An Sonn- und Feiertagen steht den Besuchern ein Pendelbus zu einem etwas weiter entfernten Parkplatz zur Verfügung. Ein Versuch, Besucher mit Pendelbussen vom Parkhaus Universität Irchel zum Zoo zu transportieren, wurde wegen mangelnder Nutzung vorzeitig abgebrochen.

## Geschichte

### Gründung
| Direktoren des Zürcher Zoos |                         |
| 1929–1932                   | Hans Steiner (halbtags) |
| 1933–1953                   | Felix Hofmann           |
| 1954–1973                   | Heini Hediger           |
| 1974–1991                   | Peter Weilenmann        |
| 1991–2020                   | Alex Rübel              |
| seit Juli 2020              | Severin Dressen         |

Die Geschichte des Zoo begann damit, dass der ehemalige Aussenminister Abessiniens, der gebürtige Schweizer Alfred Ilg, der Stadt Zürich im Jahr 1902 zwei Löwen schenkte. Dies als Dank für die Ausbildung, die er an der ETH absolvieren konnte. Ein Zwinger oder ein kleines Gehege für die Löwen scheiterte an der Finanzierung. Mangels eines geeigneten Zwingers kamen die Tiere deshalb zuerst in einen provisorischen Käfig zum Bildhauer Urs Eggenschwyler am Milchbuck (Zürich), 1903 in den Tierpark Hagenbeck und 1905 in den Zoo Basel, wo sie bis zu ihrem Tod lebten.
Tierliebhaber gründeten 1925 die Tiergarten-Gesellschaft Zürich, die sich das Ziel setzte, endlich einen Zoo Wirklichkeit werden zu lassen. Der Verein mit ca. 3000 Mitgliedern konnte bald darauf auf der Allmend Fluntern ein grosses Stück Land mit einer Gastwirtschaft erwerben. So erfolgte am 28. Oktober 1928 der Spatenstich, während Vertreter der neu gegründeten Genossenschaft Zoologischer Garten (die Betreiberin des Zoos) damit begannen, verschiedene Tiere zu erwerben.

### Anfangsjahre

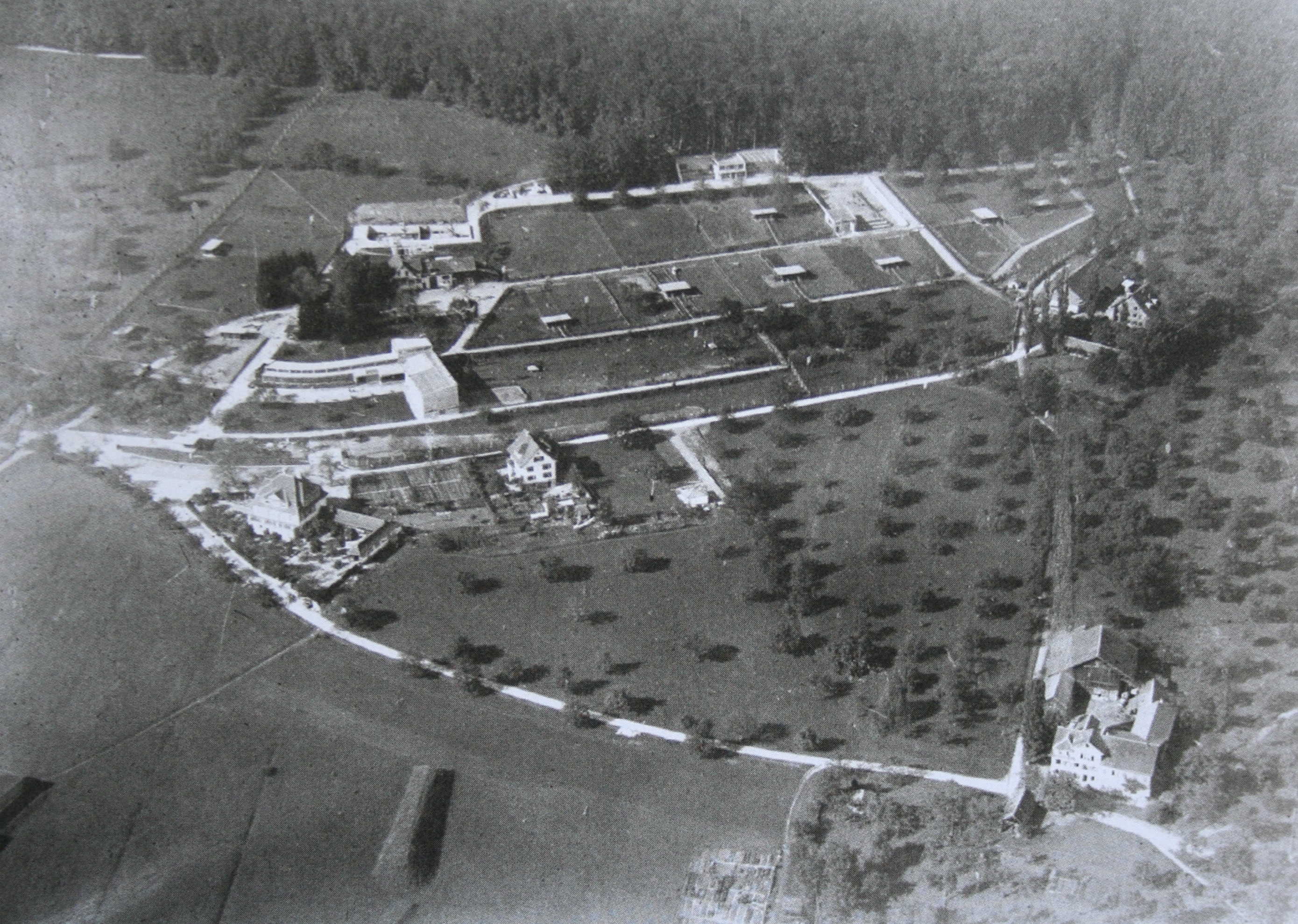
Zoo Zürich um 1930, Aufnahme von Walter Mittelholzer

Am 7. September 1929 wurde die neue Zooanlage eröffnet. Sie bestand damals aus einem Hauptgebäude mit Volièren, Aquarien, Terrarien, Affenkäfigen und Elefantenstallung, einem Bärengraben, einem Raubtierhaus sowie einem Kleinaffenhaus. Dazwischen lagen zahlreiche Gehege für weitere heimische und exotische Säugetiere mit einfachen Ställen.
Eine Woche nach der Eröffnung am 15. September wurden bereits 20'835 Besucher gezählt; eine Zahl, die bis heute nur zwei Mal übertroffen wurde. Die ersten Jahre waren für den Zoo nicht einfach. Maul- und Klauenseuche, Wirtschaftskrise, aussergewöhnlich kalte Winter und der Zweite Weltkrieg setzten dem Tierpark stark zu. Wiederholt war er auf Kredite von Stadt und Kanton angewiesen. Mit der Zurschaustellung von fremdländischen Menschen und Zirkussen versuchte man, die Leute in den Zoo zu locken. Für negative Schlagzeilen sorgte der Ausbruch eines Schwarzen Panthers, der im Spätherbst 1933 für zehn Wochen verschollen blieb, und eines Leoparden, dem 1936 die Flucht gelang.
In der Gründungszeit des Zoos stand das Ausstellen von Tieren im Vordergrund. Von Anfang an wurde aber auch auf Information gesetzt. Dies war und ist heute noch eine Begründung für die Unterstützung durch den Staat. 1954 wurden Beschriftungstafeln mit kurzen Informationen zur Tierart eingeführt (sogenannte Hediger-Tafeln). Viele Zoos haben diese Praxis übernommen.

### Wachstum und Ausbau

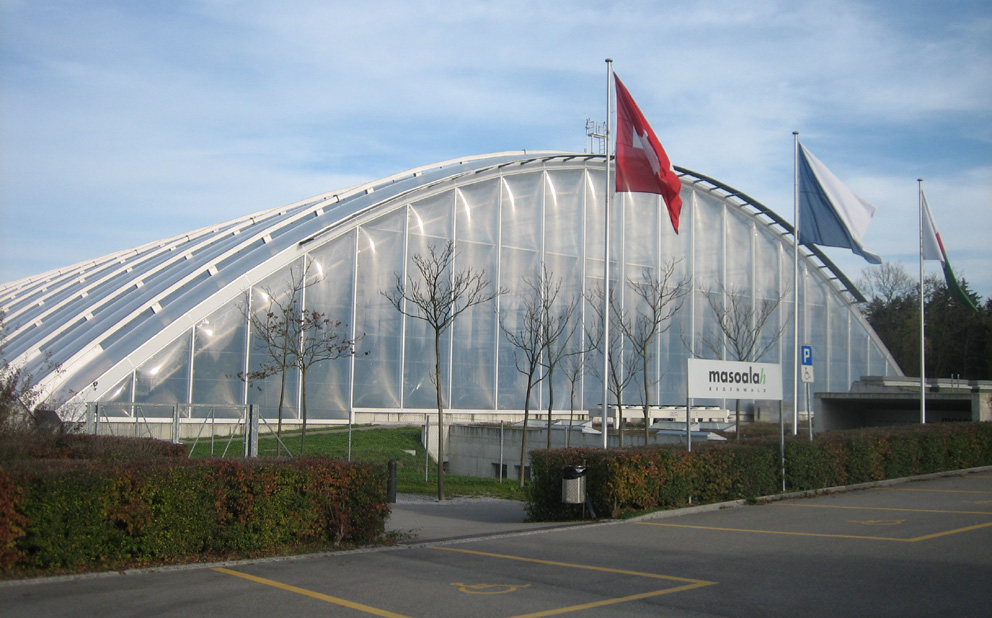
Aussenansicht der Masoala-Halle

Nach den Anfangsjahren wurde der Zoo ausgebaut: Das Gelände wurde erweitert, ein Afrikahaus für Nilpferde und Nashörner wurde gebaut, hinzu kamen ein grosses Affenhaus und eine neue Behausung für die Elefanten. 1989 wurde das schon seit dem Gründungsjahr 1929 bestehende und baufällige Hauptgebäude erneuert. Acht Jahre zuvor war die neue eidgenössische Tierschutzverordnung in Kraft getreten. Da diverse Käfige zu klein waren, musste man sich von einigen Arten trennen.
1955 besuchten erstmals mehr als eine halbe Million Menschen den Zoo. Die Zahlen blieben während der nächsten 30 Jahre etwa konstant. Seit den 1980er-Jahren nimmt die Zahl der Besucher laufend zu, mit Spitzen in Jahren mit Elefantengeburten (Komali 1984 und Panang 1989). Dieser Erfolg beruht unter anderem auch auf dem Masterplan 2030, der mit dem Bau neuer Anlagen für eine artgerechtere Tierhaltung sorgen soll.
In den bereits neu erstellten Gehegen (u. a. Bärenanlage 1995, Himalaya-Anlage 2001 [derzeit wegen Umbau geschlossen], Masoala-Regenwaldhalle 2003, Löwengehege 2006 [derzeit wegen Umbau geschlossen]) können die Besucher die Tiere in einer natürlichen Umgebung beobachten. Der alte Besucherrekord vom 22. September 1929 wurde erst am 31. August 2002 übertroffen, als 28'724 Personen anlässlich der Eröffnung des Zoolinos den Zoo besuchten. Am 16. Juli 2005 kamen 30'968 Besucher in den Zoo, um bei der Eröffnung der Naturwerkstatt dabei zu sein. Im Jahr 2014, als die neue Elefantenanlage eröffnet wurde, wurden 1'422'059 Besucher verzeichnet.
Dank der gestiegenen Eigenfinanzierung – allein 2007 wurden zwölf Millionen Franken durch Eintritte eingenommen – nahm der Anteil an öffentlichen Geldern im Budget des Zoos laufend ab. 1999 wurde die Genossenschaft Zoologischer Garten Zürich in die Aktiengesellschaft Zoo Zürich umgewandelt.
Mit der Lewa-Anlage, die 2020 während der COVID-19-Pandemie hätte eröffnet werden sollen, wuchs der Zoo um eine über fünf Hektar grosse Anlage deutlich.

### Vorfälle
- 1995 griff der im Zoo geborene Elefant Komali einen Pfleger an, worauf das Tier eingeschläfert wurde.[15]
- Im Dezember 2019 verbiss sich ein Philippinen-Krokodil in der Hand einer Pflegerin. Da es nicht möglich war, das Tier abzulenken, musste es erschossen werden.[16]
- Im Juli 2020 wurde eine Tierpflegerin – vermutlich durch selbstverschuldete Unachtsamkeit – durch eine Amurtigerin im Gehege tödlich verletzt. Der Zoo blieb am Folgetag aus Pietätsgründen geschlossen.[17][18]

### Erfolge
Am 22. Jahreskongress der European Association of Zoos and Aquaria (EAZA) 2005 wurde der Zoo Zürich für die erfolgreiche Umsetzung von Naturschutzprojekten in Madagaskar mit dem «EAZA Award» ausgezeichnet. 2019 erhielt der Zoo Zürich den «WAZA Conservation Award» des Welt-Zooverbands WAZA. 
Der in Zookreisen anerkannte Experte Anthony Sheridan zählt den Zoo Zürich regelmäßig zu den drei besten zoologischen Einrichtungen in Europa.
Dem Zoo Zürich gelangen auch immer wieder bemerkenswerte Zuchterfolge:
- Er ist europaweit der einzige Zoo, dem Nachzuchten bei Galapagos-Riesenschildkröten geglückt sind. Im Juni 2004 ist das 50. Jungtier geschlüpft.
- Es gelang ihm als erstem Zoo überhaupt, Blaukopf-Erdracken nachzuzüchten.
- Ihm gelang auch die erste Nachzucht von Mähnenibissen (Lophotibis cristata) ausserhalb deren madagassischer Heimat.
- In Zürich sind zum ersten Mal in Europa Siam-Krokodile geschlüpft.

Als 2005 eine Gruppe von Mausmakis im Zoo ankam, wurde festgestellt, dass es sich hierbei um eine neue Art handelte: Goodman-Mausmakis (Microcebus lehilahytsara).

## Gegenwart

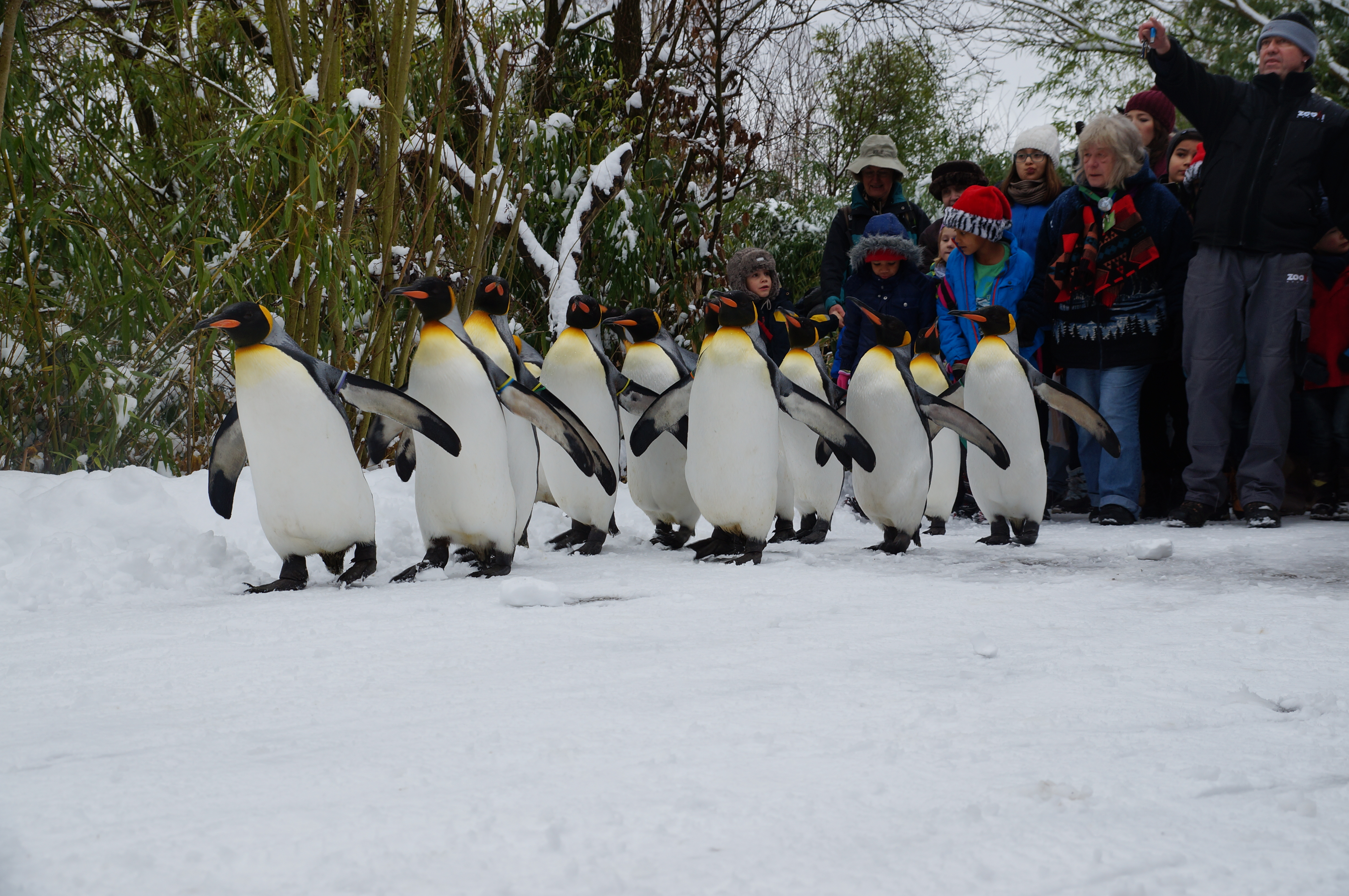
Im Winter täglich stattfindende «Pinguinparade»: Spaziergang der Königspinguine durch den Zoo

Im Jahr 2006 nahm der Zoo Zürich eine Fläche von fast 15 Hektar ein, die sich bis 2020 auf 27 Hektar erhöhte. Auf ihr leben über 4500 Tiere, verteilt auf 375 Arten; die Arten- und Individuenzahl wurde in den letzten Jahren zu Gunsten von grösseren Gehegen verringert. Der Zoo zählt zu den meistbesuchten und wichtigsten Sehenswürdigkeiten der Stadt Zürich: 2021 wurde er von 1'270'000 Personen besucht, 2016 von 1'181'164, 2014 von 1'422'059. Direktor war von 1991 bis 2020 Alex Rübel, sein Nachfolger ist Severin Dressen, der frühere zoologische Leiter des Zoos Wuppertal. Das Unternehmen beschäftigt knapp 160 Vollzeitstellen, deren Gehälter knapp die Hälfte der täglichen Ausgaben von 120'000 Franken  ausmachen.
Seit 2000 unterstützt ein Team von über 300 Freiwilligen die Zoobetreiber, die deren Ziele gemäss der im Rahmen des Weltverbandes der Zoos und Aquarien (WAZA) erarbeiteten Naturschutzstrategie an die Besucher weitergeben.

### Tierbestand
Im Zürcher Zoo leben 356 Tierarten und 6556 Individuen (Stand 31. Dezember 2023) aus sechs Kontinenten. Es werden nur Tierarten gehalten, denen der Zoo artgerechte und verhaltenstypische Anlagen bieten kann. Aus diesem Grund wurden mehrere Arten mit grossen Bewegungs- und Platzansprüchen abgegeben, so zum Beispiel die Eisbären nach Frankreich und im Sommer 2006 die Schimpansen nach Gelsenkirchen. Um Zuchterfolge zu erzielen, werden von jeder Tierart mindestens ein weibliches und ein männliches Exemplar gehalten.

### Leitbild
Der Zoo Zürich sieht sich heute insbesondere als Naturschutzzentrum. Es werden nicht mehr möglichst viele, möglichst exotische Tiere gezeigt, stattdessen soll bedrohten Tierarten ein Überleben ermöglicht werden. Jede neue Anlage im Zoo ist mit einem Naturschutz-Projekt verbunden. Der Zoo möchte zwischen Natur, Tier und Mensch vermitteln und die Bevölkerung entsprechend weiterbilden (gemäss dem Motto «Wer Tiere kennt, wird Tiere schützen»). So sollen auch die für die Projekte notwendigen finanziellen Mittel aufgetrieben werden. Alle Neubauten im Zoo werden privat bzw. über den Förderverein, die Tiergarten-Gesellschaft Zürich (TGZ), finanziert. Um diese Ziele zu erreichen, wurden mit mehreren Sponsoren Verträge abgeschlossen. Der Zoo vermietet Räumlichkeiten für Feste und betreibt mehrere Restaurants inner- und ausserhalb des Geländes.
Der Zoo verschreibt sich immer mehr der Wissenschaft und Erhaltung gefährdeter Tierarten. Er nimmt an rund 40 Erhaltungszuchtprogrammen (EEP) teil. Im Rahmen der Erhaltungszucht werden in Zürich unter anderem Sibirische Tiger, Schneeleoparden, Fischotter, Arabische Oryx, Indische Löwen, Asiatische Elefanten, Kappengibbons, Löwenäffchen, Gelbbrust-Kapuzineraffen gehalten, die sich zumeist erfolgreich vermehren.
Der Zoo Zürich führt 2023 die Zuchtbücher im Rahmen der Erhaltungszuchtprogramme für:
- Galapagos-Riesenschildkröte
- Arabische Oryx
- Impala
- Rotschwanzamazone
- Kubataube
- Hyazinthara

## Masterplan
Im Jahr 1992 wurde ein neues Konzept für die Entwicklung des Zoos bis zum Jahr 2020 vorgestellt. Die Fläche des Zoos sollte mehr als verdoppelt, die Artenzahl der Tiere aber beibehalten und praktisch jedes Gehege sollte umgestaltet werden. Man wollte nicht mehr Tierarten zur Schau stellen, sondern Ökosysteme zeigen. Diese sollten Lebensräume aus Eurasien, Südamerika und Afrika beziehungsweise Madagaskar zeigen – der Zoo wurde geographisch aufgeteilt. Die einzelnen Anlagen sollen einen naturnahen Lebensraum darstellen, der den Besuchern nur wenige Einblicke lässt und den Tieren die Möglichkeit bietet, sich zurückzuziehen.
Ein aktualisierter und erweiterter Masterplan dient als Leitlinie für die Entwicklung bis ins Jahr 2050.

### Realisierte Ausbauschritte

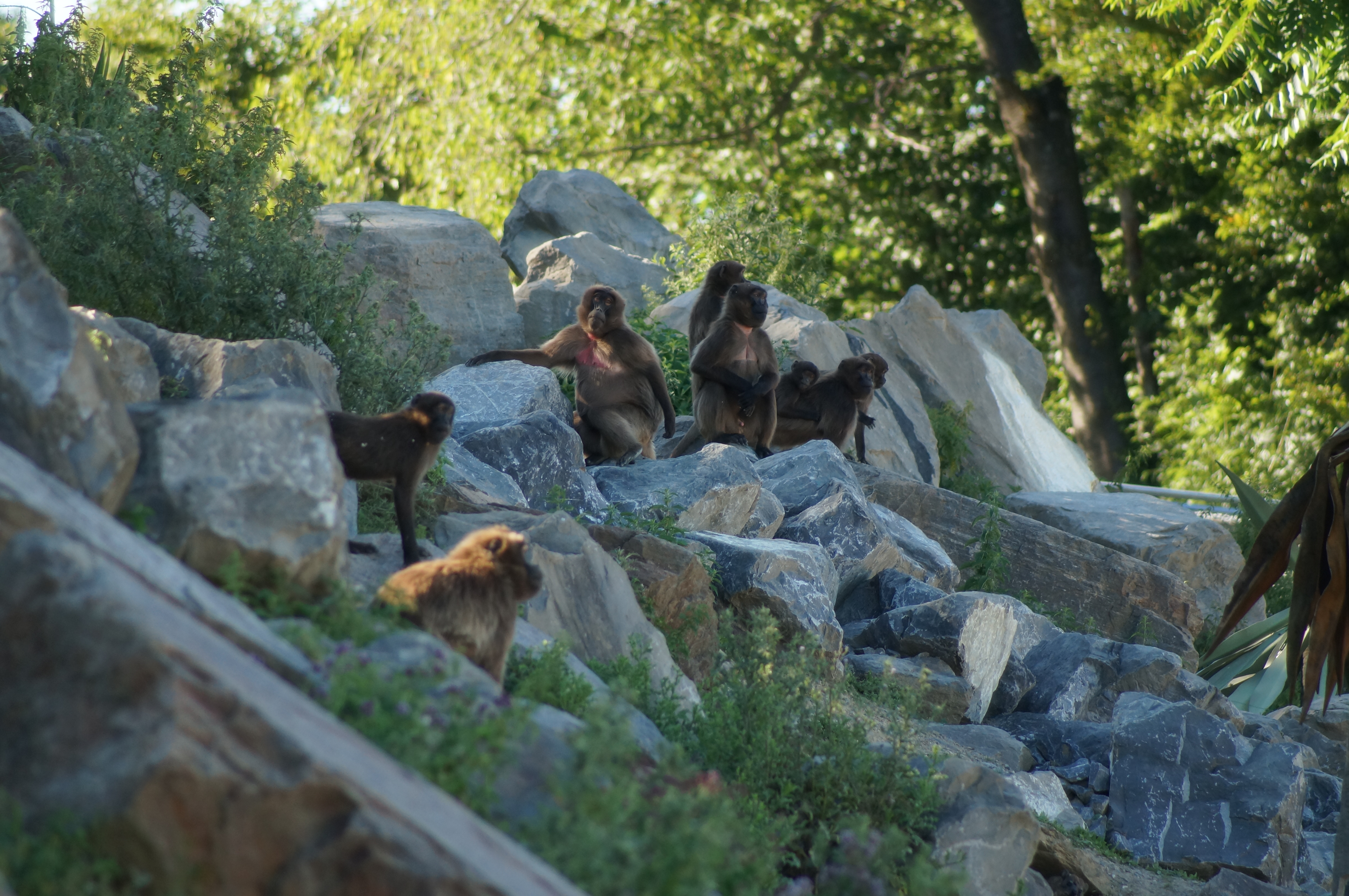
Dscheladas im Afrikanischen Gebirge

- Südamerikanischer Bergnebelwald «Sangay» (Brillen- und Nasenbären): eröffnet 1995
- Eurasisches Feuchtgebiet «Selenga» (Teichanlage für heimische und nordasiatische Vögel): eröffnet 1997
- Restaurant mit Vortragsraum: eröffnet 2000
- Himalaya-Anlage (Sibirischer Tiger, Wölfe, Schneeleoparden, Kleine Pandas). Die Anlage ist derzeit wegen Umbau geschlossen.[13]
  - Panda-Anlage: eröffnet Herbst 2000
  - Schneeleoparden-Anlage: eröffnet Frühling 2001
  - Tiger-Anlage: eröffnet Sommer 2001
  - Wolf-Anlage: eröffnet Winter 2001
- «Zoolino» (Streichelzoo mit einheimischen Nutztieren): eröffnet 2002
  - «Naturwerkstatt» (Kursräume für Kinder-Gruppen): eröffnet 2005
- Masoala-Regenwald (madagassisches Regenwaldhaus): eröffnet 2003
- Indischer Trockenwald (Anlage für Indische Löwen und Asiatische Zwergotter):
  - Innenanlage mit Informationszentrum «Löwe/Gir-Nationalpark»: eröffnet Herbst 2006
  - Aussenanlage: eröffnet Frühling 2007
- Afrikanisches Gebirge (Dscheladas, Nubische Steinböcke, Klippschliefer) mit Informationszentrum «Semien»: eröffnet Herbst 2008
- Südamerikanisches Feuchtgebiet «Pantanal» (Capybara, Ameisenbären, Tapire, Flamingos, Kapuzineraffen) mit Informationszentrum; eröffnet März 2012[32][33]
- Neugestaltung Eingangsbereich[34]

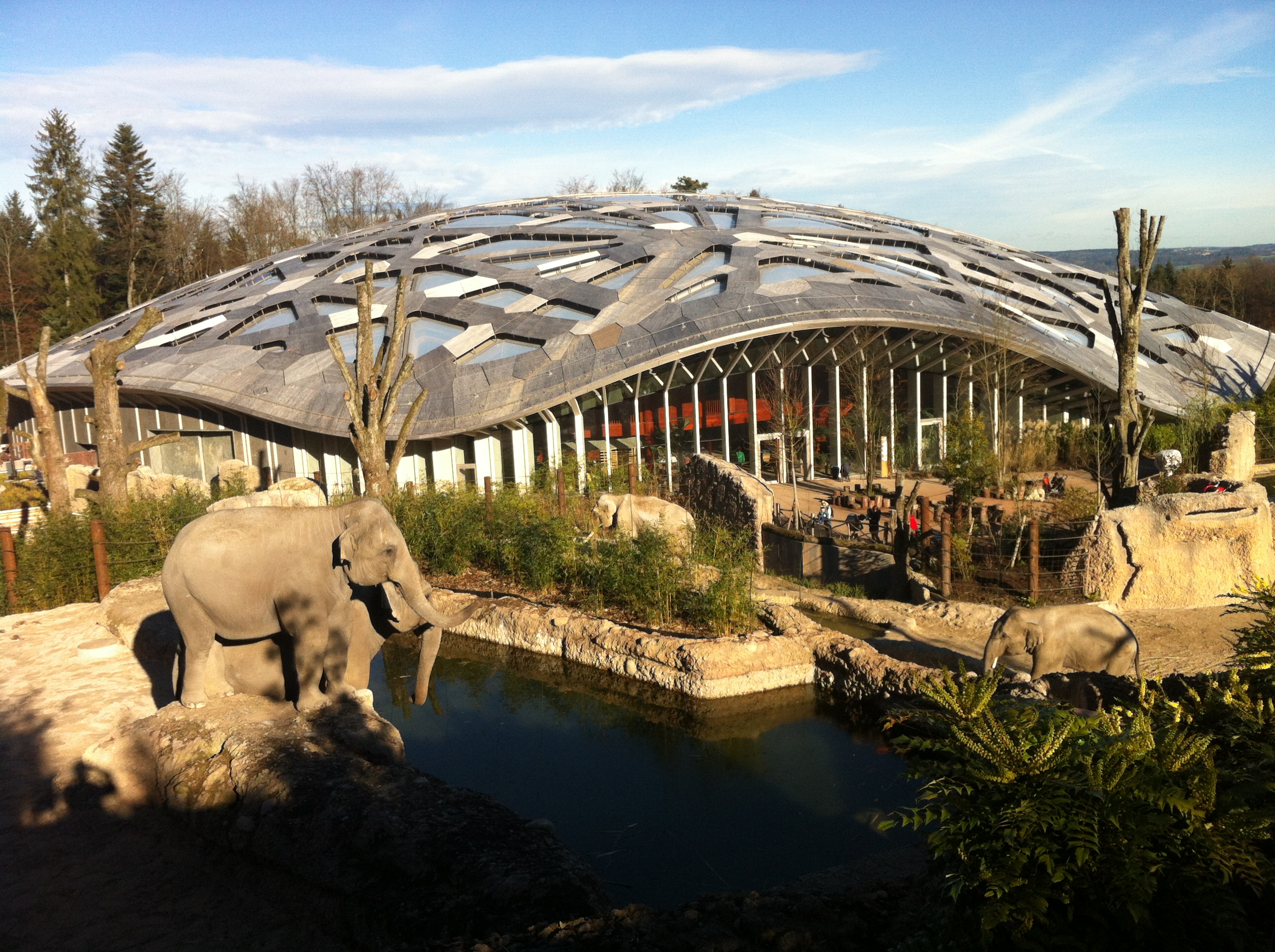
Das neue Elefantenhaus nach der Eröffnung 2014

- - Kassen, Souvenirshop und Café: eröffnet Sommer 2013
  - Besucherzentrum: eröffnet Dezember 2013
- Elefantenpark (Asiatische Elefanten, Antilopen, Bankivahühner); eröffnet im Juni 2014[35]
- Besucherelektrozug «Masoala Express»: eröffnet Sommer 2014[34]
- Mongolische Steppe (Trampeltiere und Yaks): eröffnet im Mai 2015
- Umbau Aquarien und Exotarium: eröffnet im September 2016
- Australienanlage
  - Papageienhaus: eröffnet im Juni 2017
  - Umbau des Afrikahauses: eröffnet im März 2018
- Savanne «Lewa» (Giraffen, Nashörner, Zebras, Antilopen, Strausse): fertiggestellt im April 2020
- Ornis – Zentrum für Artenschutz (2021, Hintergrundanlage, kein Besucherbereich)
- Neubepflanzung Australienhaus (2022)[36]
- Naturschutzzentrum (2023)[37]

### Weitere Ausbauschritte bis 2050
Laufende Bauprojekte:
- Panterra (geplante Eröffnung: 2025)[13]
- Forschungsstation (2025)[38]
- Pantanal-Voliere (2028)[39]

Bauprojekte bis 2030 (in konkreter Planung):
- Zoo-Seilbahn (frühestens 2028)[41]
- Kongo (2029)

Bauprojekte ab 2031 (in erweiterter Konzeptionsphase):
- Sumatra-Regenwald
- Meeresküste
- Slow Island
- Voliere Kaeng Krachan Elefantenpark
- Indoorspielplatz
- Eventzentrum

## Anlagen

### Südamerikanischer Bergnebelwald
Die 1995 eröffnete Bärenanlage bietet auf mehr als 2500 m² den Brillenbären und Nasenbären einen naturgetreuen Lebensraum. Die Tiere teilen sich die Anlage. Mehrere Gräben bieten aber die Möglichkeit, die einzelnen Tierarten voneinander zu trennen und ermöglichen den Tierpflegern das Füttern und Reinigen. Benannt ist die Anlage nach dem Nationalpark Sangay in Ecuador.

### Eurasisches Feuchtgebiet
Rund um einen grossen Teich leben und brüten zahlreiche eurasische Vögel (u. a. Enten, Gänse und Jungfernkraniche). Die meisten Störche sind Wildtiere, die im Winter mit ihren Artgenossen nach Süden ziehen – einige verbringen auch die kalte Jahreszeit im Zoo. Die Europäischen Sumpfschildkröten (Emys orbicularis) können manchmal beim Sonnenbaden beobachtet werden. Der Besucher kann auf einem Steg durch die Anlage gehen. Benannt ist die Anlage nach dem mongolisch-russischen Flussgebiet Selenga.

### Himalaya-Anlage
Die Bewohner dieser Anlage waren Beutegreifer aus dem Himalaya. Zu ihnen zählten Sibirische Tiger, Mongolische Wölfe, Schneeleoparden und Kleine Pandas. Den verschiedenen Tierarten standen grosse Anlagen zur Verfügung, die ihre natürlichen Lebensräume abbildeten. Derzeit ist die Anlage wegen Umbau geschlossen. Die Anlage wird neu mit der bisherigen Löwenanlage zusammengeschlossen und ab 2025 unter dem Namen „Panterra“ im Rotationsprinzip für Asiatische Löwen, Sibirische Tiger und Schneeleoparden genutzt.

### Zoolino

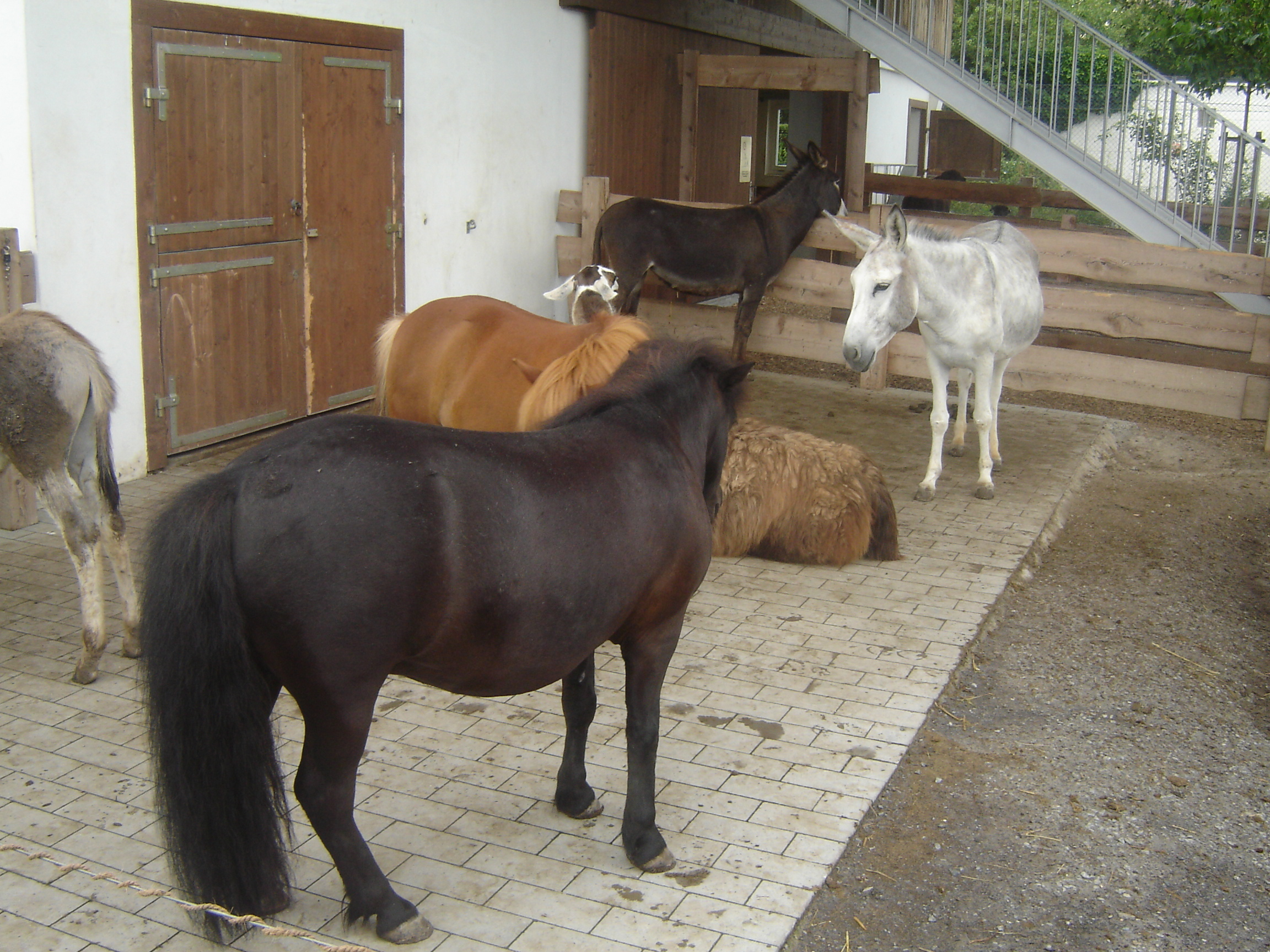
Zoolino

Der Streichelzoo wurde auf dem Gelände eines alten Bauernhofs errichtet und bietet den Besuchern die Möglichkeit, hautnahen Kontakt mit einheimischen Nutz- und Haustieren wie Schweinen, Gänsen, Hühnern, Ziegen oder Meerschweinchen zu pflegen.

### Naturwerkstatt
Die im Sommer 2005 eröffnete «Naturwerkstatt» dient als Schulungsräumlichkeit, um «Stadt-Kindern» Bauernhof- und Wildtiere, die im Siedlungsraum leben, näher zu bringen. Ein Schwerpunktthema des Hauses sind die heimischen Fledermäuse, deren verletzte Artgenossen hier von der Stiftung Fledermausschutz gepflegt werden.

### Masoala-Regenwald

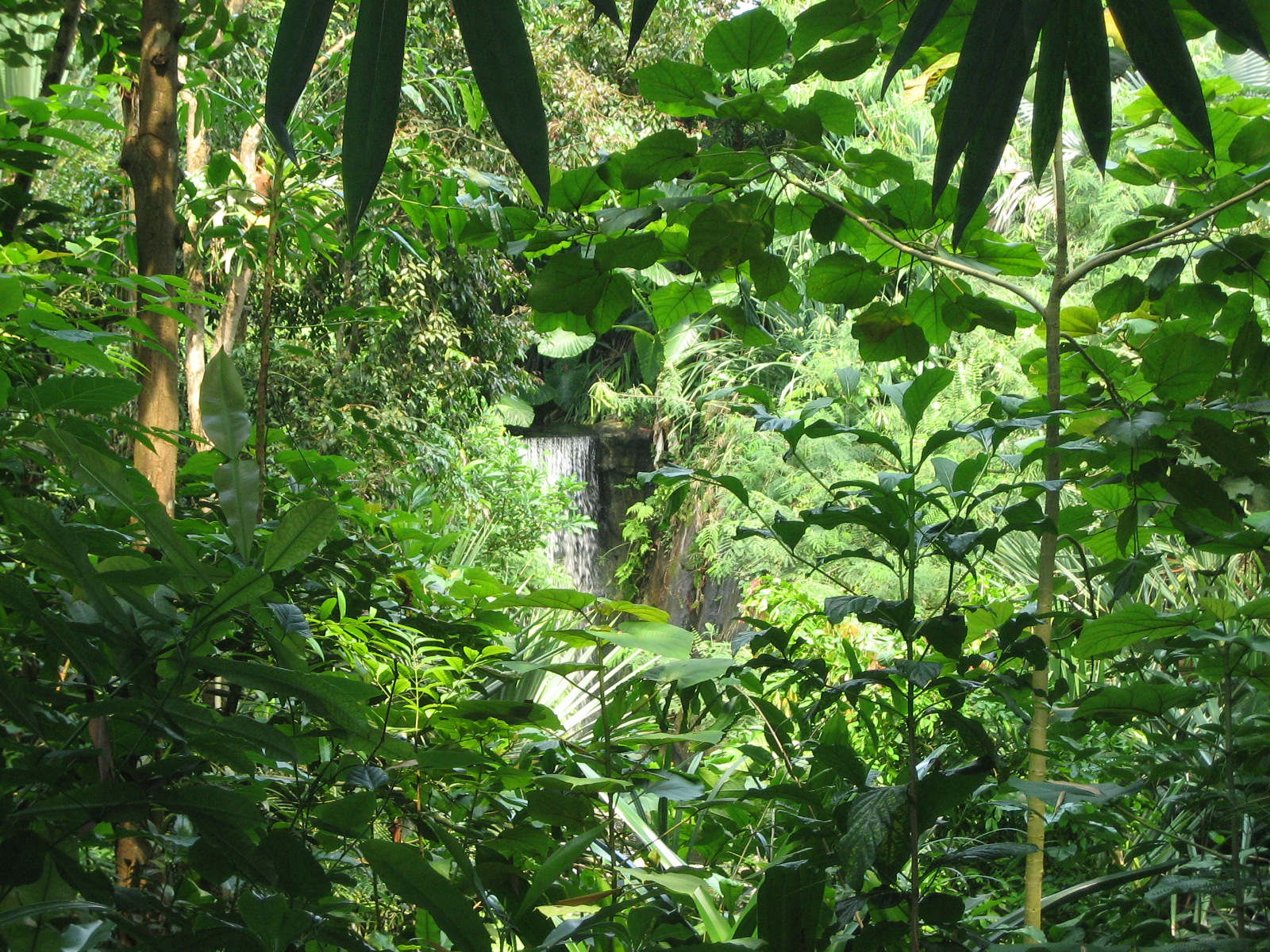
In der Masoala-Halle

Im Sommer 2003 wurde eine Regenwaldhalle eröffnet. Das europaweit in dieser Grösse einmalige Regenwaldhaus bildet ein Stück des madagassischen Masoala-Regenwaldes in der Schweiz ab. Die ausschliesslich aus Madagaskar stammenden Pflanzenarten entwickeln sich dank einem lichtdurchlässigen Dach aus einer Spezialfolie und spezieller Technik gut. Die vier Lagen Folie sind zusammen nur ein Millimeter dünn. Zwischen die ersten drei Lagen pumpt ein computergesteuerter Kompressor Luft und reguliert den Druck automatisch. Aufgeblasen ist der Folienmantel einen Meter dick. Dabei lässt er fast das ganze Sonnenlicht ungehindert passieren. Die vierte Folie sorgt für Schutz gegen Hagel und Schnee und ist dabei so stabil, dass Zoomitarbeiter auf ihr gehen können.
Die Tiere (gehalten werden 50 Wirbeltierarten, unter anderem Lemuren, Makis, Chamäleons, Flughunde, Aldabra-Riesenschildkröten, Vögel, Geckos, Frösche, Echsen und Insekten) können sich in der Halle, die eine Fläche von gut einem Hektar besitzt, frei bewegen. Die Besucher müssen auf den Wegen bleiben. Das Berühren der Pflanzen (mehr als 20'000 aus 92 Familien) ist verboten. Rasches Wachstum der Pflanzen und reger Nachwuchs bei den Tieren zeugen davon, dass der künstliche Regenwald ihnen gut bekommt. Erstmals gelang ausserhalb Madagaskars die Aufzucht der gefährdeten Vogelart Mähnenibis (Lophotibis cristata), erstmals in Gefangenschaft die Aufzucht von Blaukopf-Erdracken (Atelornis pittoides). Die Eingriffe der Revierpfleger in die Pflanzenwelt werden möglichst minimal gehalten. Die Tiere müssen hingegen gefüttert werden, da die Pflanzen und Insekten der Halle kein ausreichendes Nahrungsangebot darstellen.

### Löwenanlage

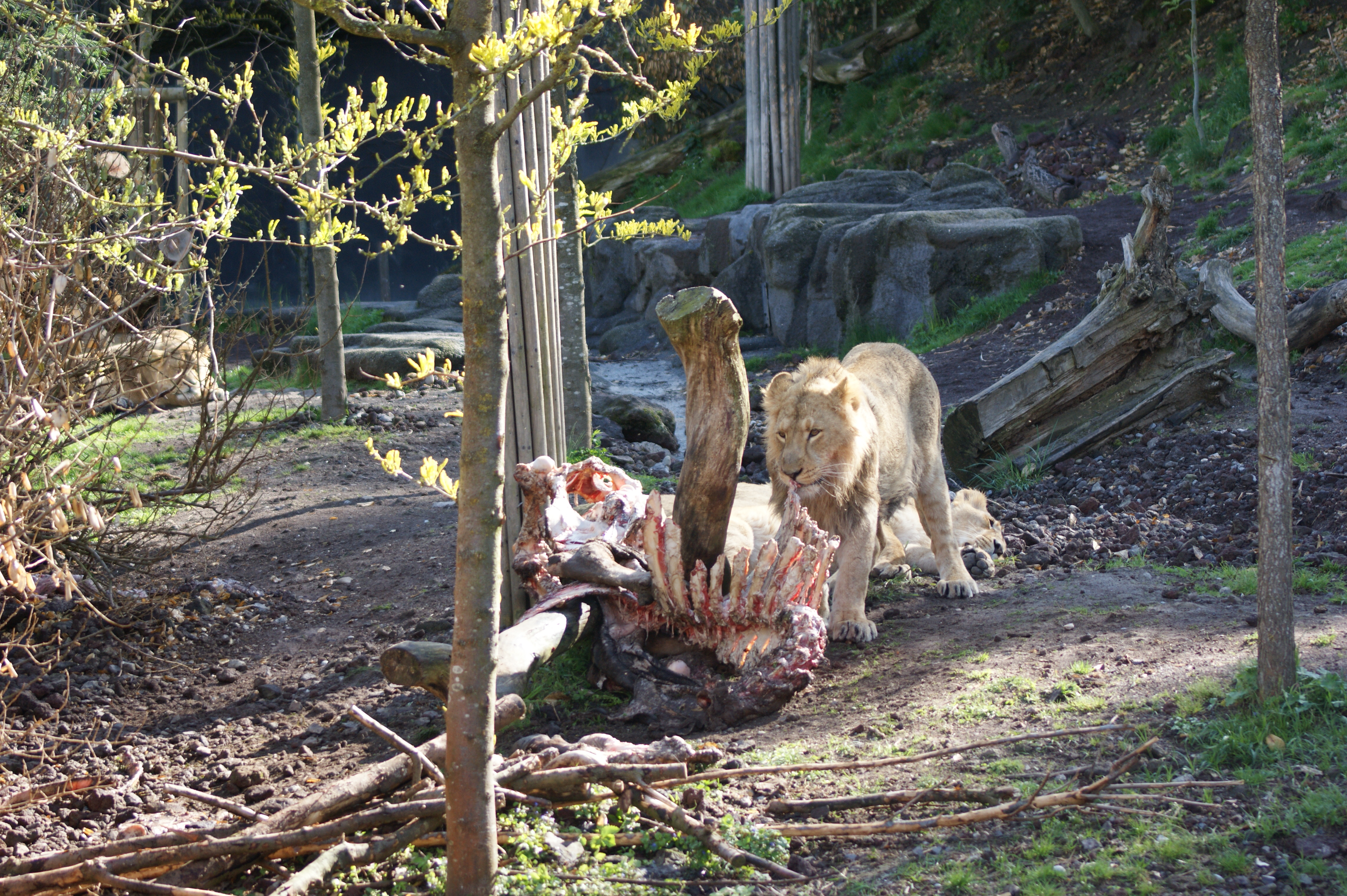
Hungriger und satte Löwen in der Aussenanlage

Die im Sommer 2006 eröffnete Löwenanlage für Asiatische Löwen bildete einen Ausschnitt aus dem Gir-Forest-Nationalpark in Indien nach, dem letzten Zufluchtsort dieser Löwen in freier Wildbahn. Die Raubkatzen bewohnten ein ca. 1850 Quadratmeter grosses Gelände, das von Laubbäumen, Wasserläufen und Lavafelsen durchzogen war. Dieses teilten sie sich mit Asiatischen Zwergkrallenottern. Der Anlage angeschlossen war ein Informationszentrum, das auf die akute Bedrohung der Grosskatzen hinwies. Infolge des Umbaus der Anlage sind die Löwen derzeit in anderen Tierparks untergebracht. Die Löwenanlage wird neu mit den bisherigen Anlagen der Schneeleoparden, Amurtiger und Wölfe zusammengeschlossen und ab 2025 unter dem Namen „Panterra“ im Rotationsprinzip für Asiatische Löwen, Sibirische Tiger und Schneeleoparden genutzt.

### Afrikanisches Gebirge
Diese Anlage im Zoo ist dem äthiopischen Hochland nachempfunden. Bewohner der Anlage sind Dscheladas, Nubische Steinböcke und Klippschliefer. Ebenfalls zur Anlage gehört ein Informationszentrum.

### Kaeng-Krachan-Elefantenpark
Das Elefantenhaus aus dem Jahr 1971 wurde 2014 durch eine neue Anlage für die Asiatischen Elefanten ersetzt, dem Kaeng-Krachan-Elefantenpark. Das dem thailändischen Nationalpark Kaeng Krachan nachempfundene Gehege ist 11’000 Quadratmeter gross – sechs Mal grösser als die alte Anlage – und bietet weitläufige Aussen- und Innenbereiche sowie verschiedene Becken. Das 6800 Quadratmeter grosse Dach enthält 271 Oberlichter. In der Innenanlage können Elefanten unter Wasser beim Schwimmen beobachtet werden. Auch Hirschziegenantilopen, Kleinkantschils und diverse kleinere Tierarten sind in der Anlage untergebracht. Die Tierpfleger werden nur noch geschützten Kontakt durch Gitter zu den Tieren haben.
Zürich ist einer der führenden Zoos in Europa betreffend Zucht von Asiatischen Elefanten. Bis 2020 wurden zwölf Jungtiere auf dem Zürichberg geboren, von denen 2014 noch zwei im Zoo lebten. Der inzwischen eingeschläferte Zucht- und Leitbulle der Herde, Maxi, wurde Vater von zwölf Jungen. Im Jahr 2005 musste das alte Elefantenhaus erweitert werden, weil zwei Elefantenkühe trächtig waren und der Platz für zwei zusätzliche Jungtiere nicht ausgereicht hätte. Die Elefantenjungen kamen am 3. Mai respektive 24. Juli desselben Jahres zur Welt. Die Elefantenkühe leben in zwei separaten Gruppen, da nicht alle Tiere miteinander harmonieren. 2020 überlebte nur eines von drei Jungtieren. Umesh, ein Kalb von Indi und Thai, kam am 5. Februar auf die Welt. Ein weibliches Kalb starb noch in der Nacht der Geburt (4./5. April) vermutlich durch Verletzungen, die ihm von anderen Tieren der Gruppe zugefügt wurden. Das dritte Tier war wohl sehr geschwächt nach der Geburt und starb, als die anderen Tiere es zum Aufstehen bewegen wollten. Umesh verstarb im Jahr 2022 am Herpes-Virus EEHV, ebenso die achtjährige Omysha und die fünfjährige Ruwani. Am 21. November 2023 kehrte die im Jahr 1989 in Zürich geborene Elefantenkuh Panang aus dem Münchner Tierpark Hellabrunn zurück in den Zoo Zürich. Derzeit leben somit sechs Asiatische Elefanten im Kaeng Krachan Elefantenpark.

### Südamerikanisches Feuchtgebiet
Im Frühling 2012 wurde eine neue Anlage für Feuchtgebiet-Bewohner aus Südamerika eröffnet. Zur Anlage gehört ein Informationszentrum zum Thema Illegaler Tierhandel. Die Anlage ist dem brasilianischen Feuchtgebiet Pantanal nachempfunden und auch nach ihm benannt. In der Anlage leben Flachlandtapire, Ameisenbären, Grünflügelaras, Capybaras, Totenkopfaffen, Chileflamingos, Gelbbrust-Kapuziner, Halsband-Wehrvögel und Köhlerschildkröten. Die Pantanal-Anlage wurde 2024 geschlossen und abgebrochen. An ihrem Ort entsteht derzeit die „Pantanal-Voliere,“ ebenfalls ein Lebensraum nach dem Vorbild des gleichnamigen südamerikanischen Feuchtgebiets.

### Mongolische Steppe

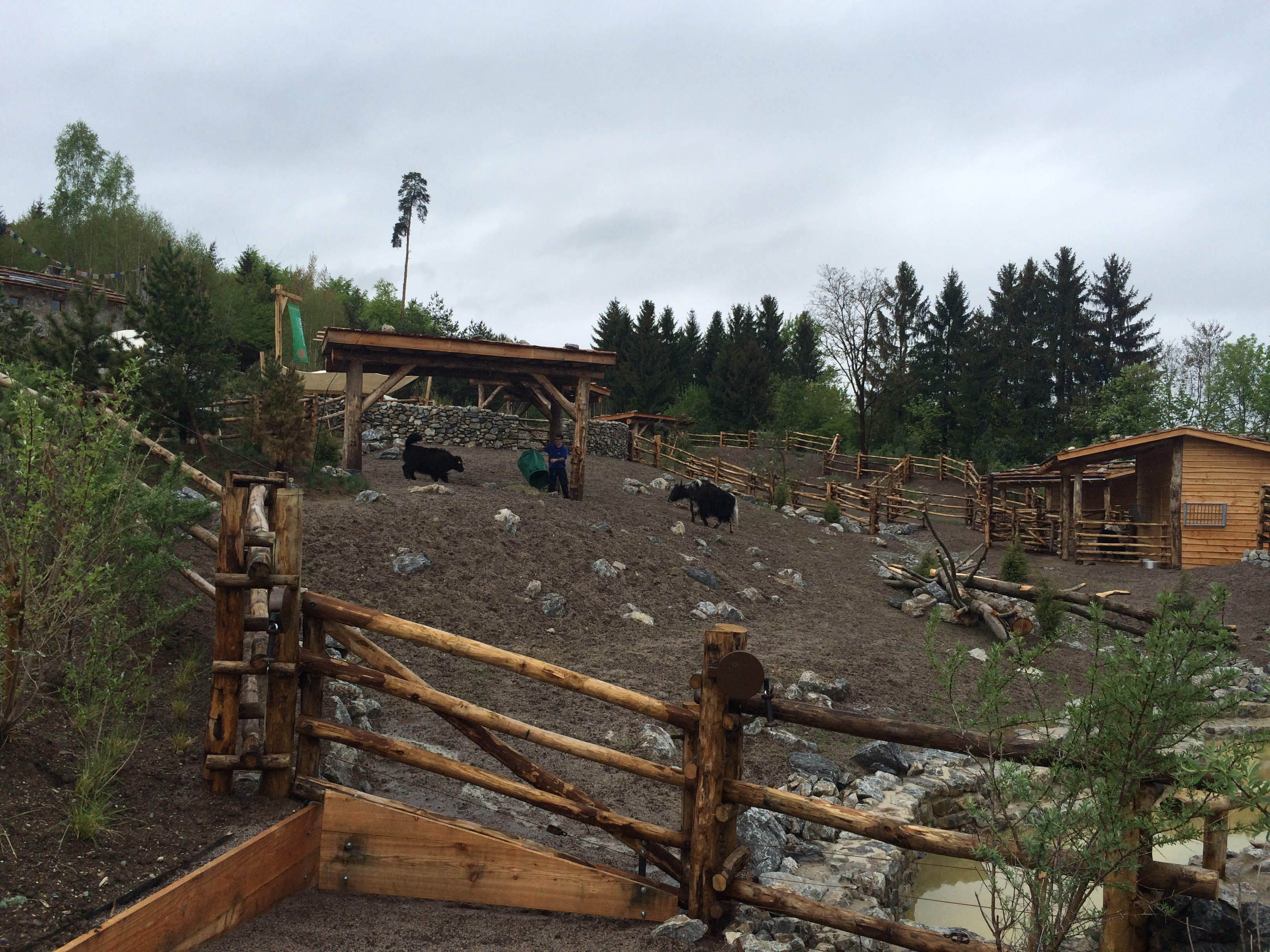
Yaks in der «Mongolischen Steppe»

Die 7300 Quadratmeter grosse Anlage wurde 2015 auf dem Gelände des alten Elefantenhauses eröffnet. Es beherbergt Trampeltiere, Hausyaks und Kaschmirziegen. Neben dem kargen Gehege gibt es mehrere Jurten, in denen Besucher übernachten können, sowie ein Rundlauf für Kamelreiten.

### Exotarium

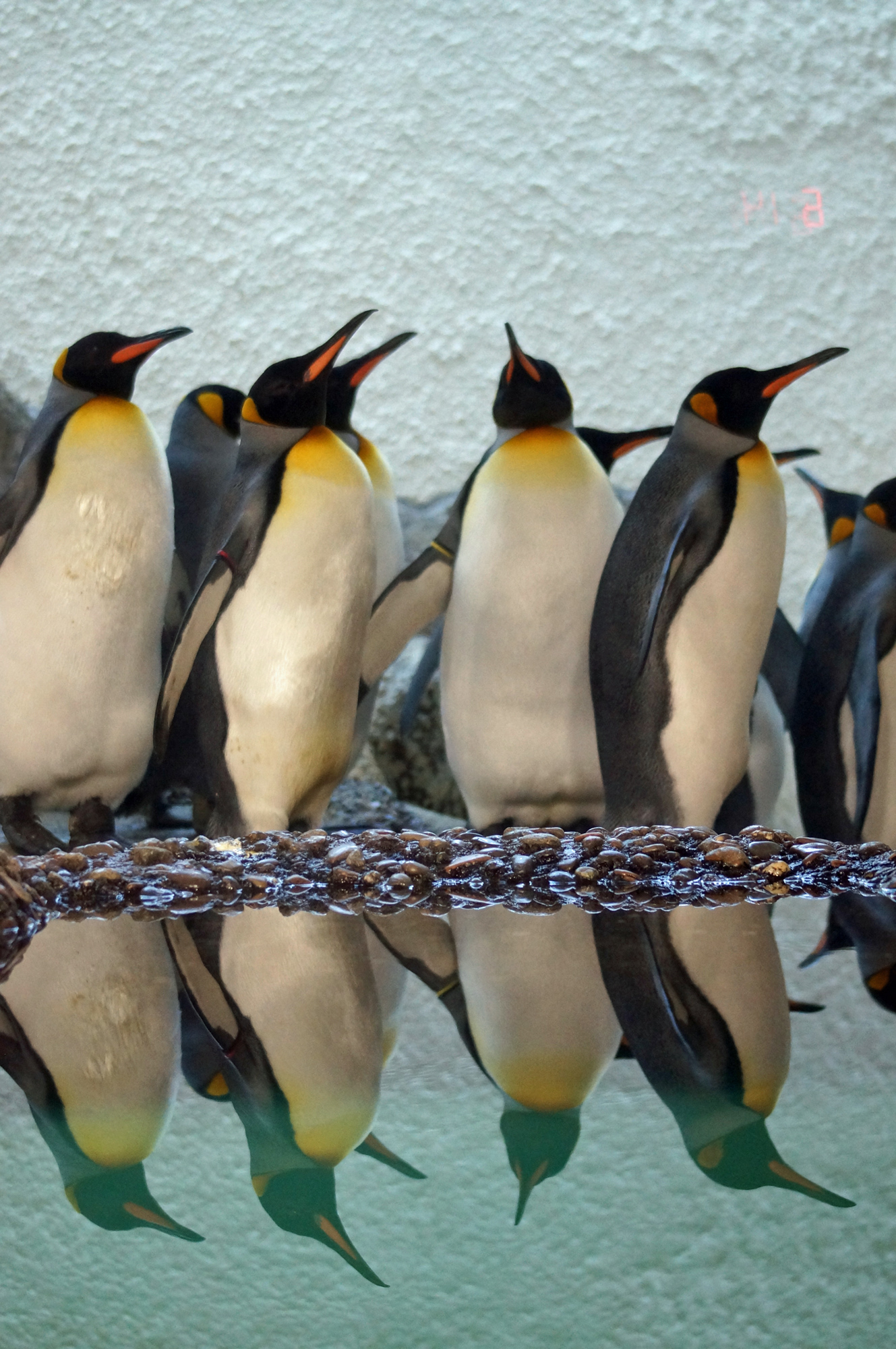
Königspinguine im Exotarium

Im Exotarium – dem eigentlichen Hauptgebäude – befinden sich zahlreiche Terrarien und Aquarien, in denen verschiedene Fische, Amphibien und Reptilien, die hauptsächlich aus dem südamerikanischen Kontinent stammen, leben. Bei den Besuchern besonders beliebt sind die Königspinguine, welche im Winter eine grosse Aussenanlage (im Sommer das Quartier der Humboldt-Pinguine) bewohnen und bei Temperaturen unter 10 °C täglich zusammen mit ihren Pflegern eine Parade durch den Zoo veranstalten. Die Aquarien wurden 2016 erneuert. Im Hauptgebäude haben auch die Flamingos ihr Winterquartier sowie die Tapire, die Capybaras und die Ameisenbären, die in den letzten Jahren wiederholt Nachwuchs hatten.
Da sich die zwei Philippinen-Krokodile nicht miteinander vertragen haben, wurde das Weibchen 2018 an einen Zoo in Dänemark weitergegeben. Das Männchen musste 2019 erschossen werden, nachdem eine Pflegerin von diesem an der Hand gepackt wurde.

### Australienhaus (ehemals Afrikahaus)
Das 1965 nach den von Heini Hediger entwickelten Grundsätzen errichtete Gebäude war bis 2016 das Zuhause afrikanischer Dickhäuter. Spitzmaulnashörner und Zwergflusspferde, die hier zusammen mit diversen afrikanischen Vogelarten wie Madenhackern, Kuhreihern oder Tokos lebten. Als einziges Gebäude im Zoo steht das Haus unter Denkmalschutz.
Im März 2018 zogen in der Anlage zwei Koalas ein, die ersten in der Schweiz. Im Juli 2019 kamen zwei weibliche Koalas dazu. Der erste der beiden männlichen Koalas verstarb im Dezember 2019 unerwartet, der zweite wurde im März 2020 wegen einer Erkrankung mit Retroviren eingeschläfert. Eines der beiden Weibchen war zu diesem Zeitpunkt trächtig – 2020 kam als Halbwaise der erste Koala im Zoo zur Welt. Im Mai 2021 verstarb das Muttertier. Ein Jahr später kam im Rahmen des Europäischen Erhaltungszuchtprogramms ein neues Männchen, Tarni, aus dem Zoo Duisburg nach Zürich. Da zwei Männchen und ein Weibchen kein Sinn machen, wurde der erste Nachwuchs der Koalas getauscht. Nun lebt seit dem 21. Dezember 2022 das Weibchen Téa aus dem Zoo Beauval in Zürich.
Die Anlage wird zudem von Bennett-Wallabys, Savu-Pythons, Exuma-Wirtelschwanzleguane, Kaninchen, Emus und Allfarbloris bewohnt. Im Haus ist zudem eine Ausstellung über invasive Arten untergebracht. Die Aussenanlage ist einem Buschwald in der Region von Canberra nachempfunden.

### Menschenaffenhaus
In ein paar Jahren wird dieses Gebäude nur noch den asiatischen Menschenaffen vorbehalten sein. Doch bis dahin können eine Gorillafamilie und Kappengibbons beobachtet werden. Zudem ist eine der grössten Orang-Utan-Gruppen in Europa zu sehen. Bis ins Jahr 2006 lebten im Zoo Zürich auch Schimpansen, die schon seit dem Gründungsjahr zum Tierbestand gehörten. Sie mussten aber aus Platzgründen abgegeben werden und leben heute in der Zoom Erlebniswelt Gelsenkirchen.

### Lewa-Savanne

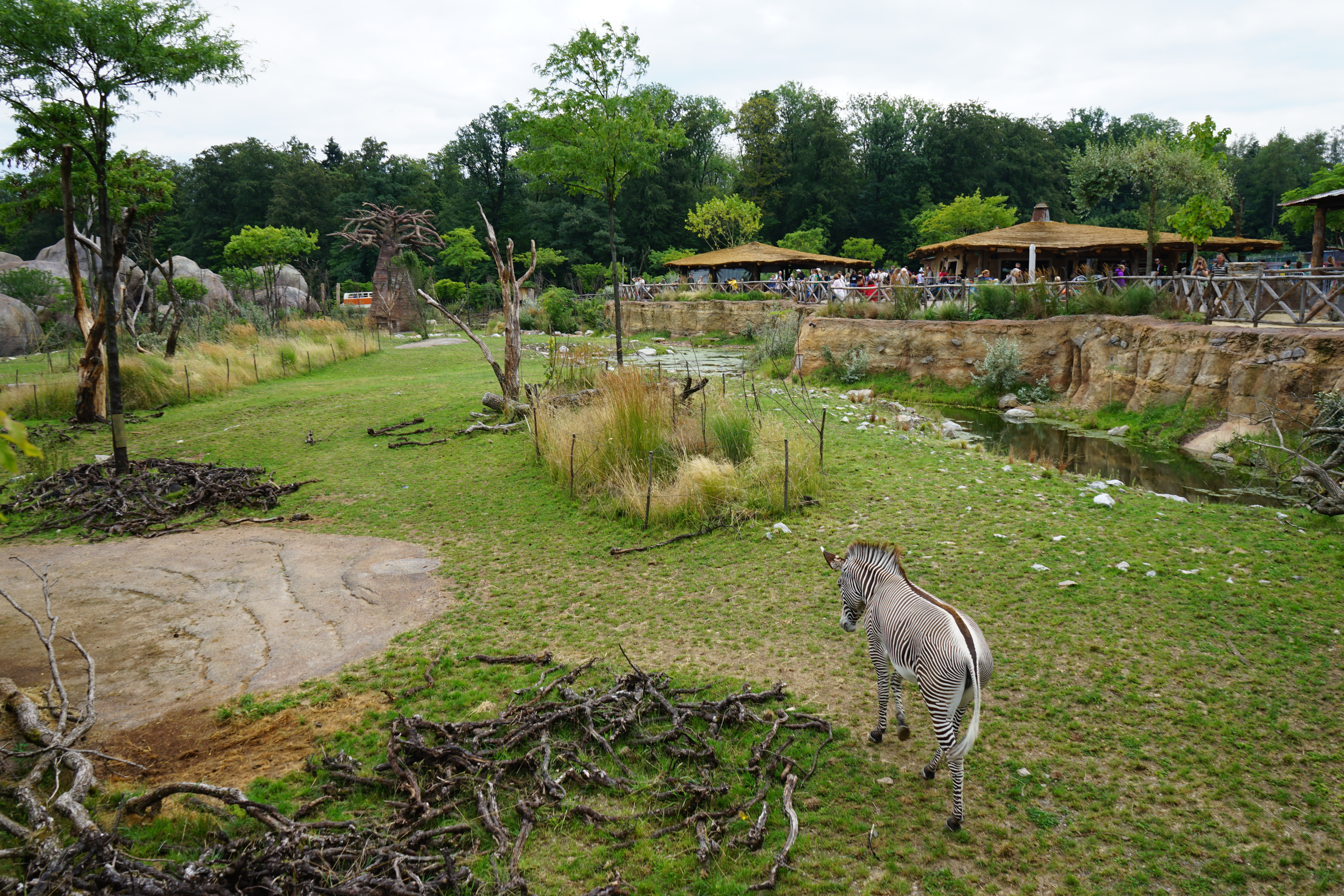
Lewa-Savanne

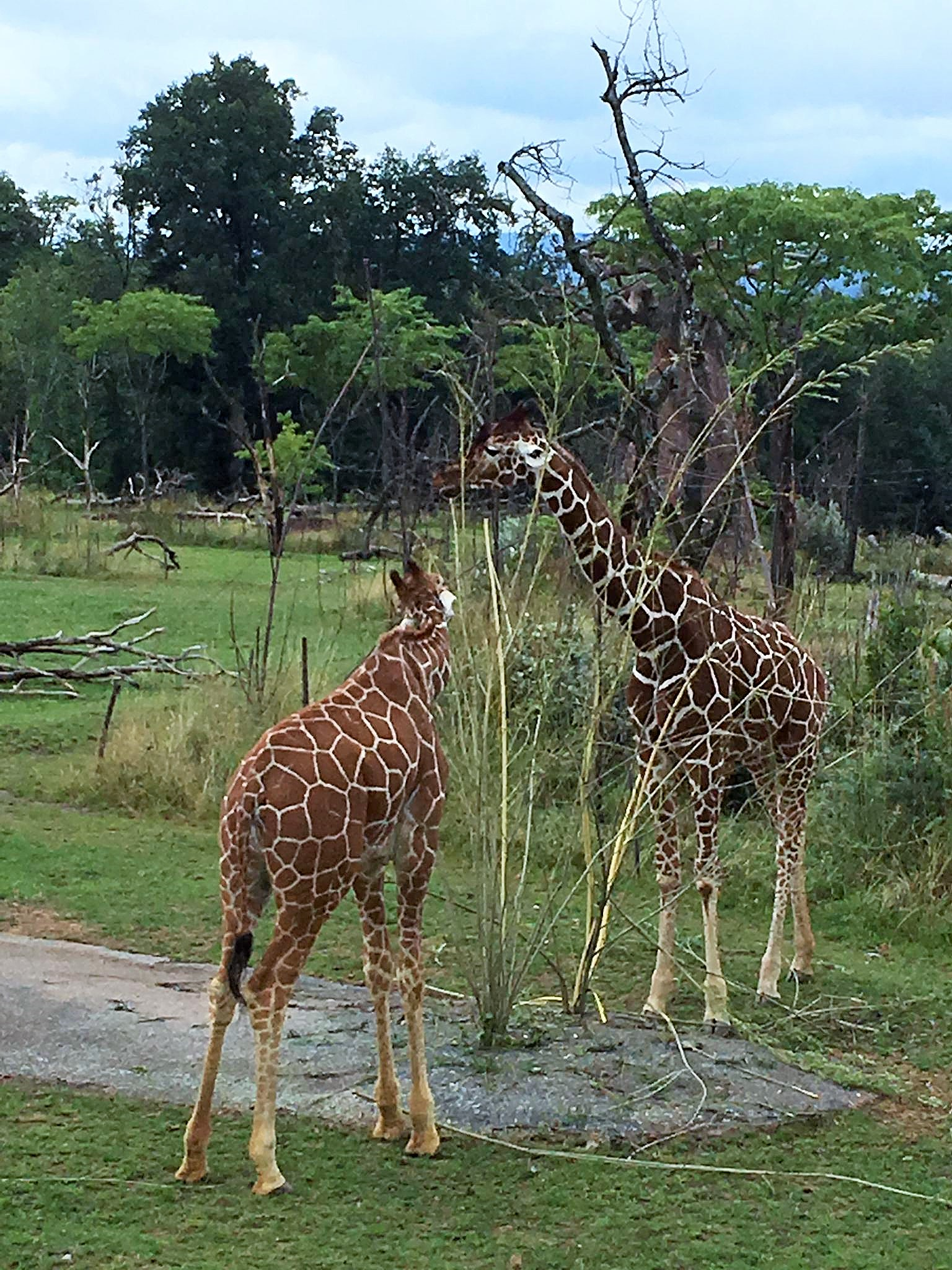
Giraffen in der neuen Anlage

Die Lewa-Savanne ist mit 5,6 Hektar die grösste Anlage im Zoo. In einem weitläufigen, rund 20'000 Quadratmeter grossen Gehege, das mit künstlichen Baobabs und Wasserloch an die ostafrikanische Savanne erinnert, leben Giraffen, Breitmaulnashörner, Zebras, Säbelantilopen, Impalas, Strausse und Helmperlhühner. In eigenen Gehegen werden Tüpfelhyänen, Stachelschweine, Erdmännchen und Dahomey-Zwergrinder gehalten. Im Nashornhaus sind auch Nacktmulle untergebracht. Zwischen Nashornhaus und Elefantenhaus befindet sich eine begehbare Volière für Graupapageien.
Namensgeber für die Anlage ist das Lewa Wildlife Conservancy im Norden Kenias, das vom Zoo Zürich seit 1998 unterstützt wird. Ein kleines Dorf mit Schule, Coiffeursalon und Flugplatz beherbergt auch Gastronomieeinrichtungen. Kopjefelsen sind weitere kenianische Elemente.

## Tier-, Arten- und Naturschutz
Der Zürcher Zoo beteiligt sich an verschiedenen Projekten in Madagaskar, die den Schutz und den Erhalt der einzigartigen Flora und Fauna der Insel zum Ziel haben. Insbesondere soll langfristig der Schutz des Masoala-Nationalparks sichergestellt werden. Mit jährlich rund 100'000 Schweizer Franken aus Spenden und zwei Prozent des Umsatzes des Masoala-Shops und Masoala-Restaurants trägt der Zoo Zürich massgeblich zum Budget des Nationalparks bei. Bis 2013 wurden Projekte in und um das Schutzgebiet mit über drei Millionen Franken finanziert.
Der Nationalpark Kaeng Krachan in Thailand, wo rund 200 Elefanten wild leben, wird in Zusammenarbeit mit der Wildlife Conservation Society ebenfalls unterstützt. Es geht dabei vor allem um Entschärfung von Konflikten zwischen den Wildtieren und den Menschen durch Schutzzäune, ein Informationszentrum und Aufklärungskampagnen. Die Wildhüter des Parks werden im Kampf gegen Wilderer unterstützt.
Im Lewa Wildlife Conservancy, einem Reservat im Mount-Kenya-Massiv, das zum UNESCO-Welterbe gehört, werden ebenfalls Wildhüter unterstützt und Konflikte zwischen der lokalen Bevölkerung und Wildtieren entschärft.
Zum Schutz der letzten Sumpfregenwälder im Norden von Sumatra, der Heimat von Orang-Utans, unterstützt der Zoo Zürich eine Schweizer Naturschutzorganisation.
In Brasilien unterstützt der Zoo Zürich seit 2020 das Projekt Arara Azul für die Erhaltung freiliegender Hyazintharas im Pantanal.
Der Zoo Zürich ist der schweizerische Sitz des Antarctic Research Trust ART, die sich für den Schutz der Pinguine, Albatrosse und derer Lebensräume in der Antarktis einsetzt.
Der Zoo der kolumbianischen Stadt Cali wurde beim Aufbau eines Zentrums für die Erforschung und Aufzucht bedrohter Froscharten unterstützt.
Die Stiftung Fledermausschutz benutzt seit 1998 Räumlichkeiten des Zoos. Im Zoolino wird eine Notpflegestation für Fledermäuse betrieben. Dort befindet sich auch das Informations- und Ausbildungszentrum «Fledermaus-Welt».
Der Zoo züchtet im Rahmen des Europäischen Erhaltungszuchtprogrammes erfolgreich Fischotter. In regelmässigen Abständen können Jungtiere an Partner des Zuchtprogrammes abgegeben werden. Ausserdem unterstützt er die Stiftung Pro Lutra, die sich die Rettung und Wiederansiedlung der Fischotter in der Schweiz zum Ziel gesetzt hat.

Für die Galapagos-Riesenschildkröten führt der Zoo das Europäische Zuchtbuch. Zusammen mit der Abgabe eines Grossteils der über 50 im Zoo Zürich geborenen Jungtiere soll damit eine Zoopopulation der in der Natur gefährdeten Art aufgebaut werden. Die Geschäftsstelle des Vereins Freunde der Galapagos-Inseln (Schweiz) liegt ebenfalls auf dem Zoogelände. 

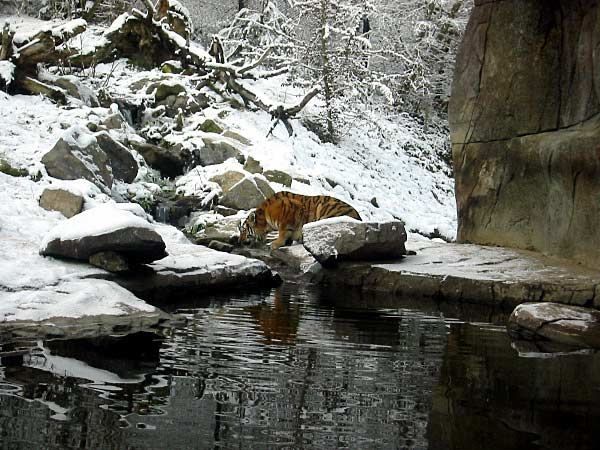
Amurtiger

Nach der Eröffnung der neuen Tigeranlage im Jahr 2002 arbeitete der Zoo mit der Tigris-Foundation zusammen, um den Bestand der Amurtiger in Russland zu sichern. Die Ausrüstung der Reservatswächter, die Aufklärung der Bevölkerung, die Wiederaufforstung der abgebrannten Wälder und Entschädigungszahlungen an Viehhalter für gerissene Haustiere gehörten dabei zu den Hauptaufgaben.
Der Zoo beteiligt sich auch am Erhaltungszuchtprogramm der Arabischen Oryx-Antilope und hat einige Tiere an die Auswilderungsprogramme im Oman und in Saudi-Arabien abgegeben.

### Artenschutzzentrum Ornis
Auf dem Betriebsgelände wurde im Januar 2022 das Artenschutzzentrum Ornis eröffnet. Dabei handelt es sich um drei Zuchtanlagen mit unterschiedlichen klimatischen Bedingungen, in denen bedrohte Tierarten gezüchtet werden, für die innerhalb des Europäischen Erhaltungszuchtprogramms die Population vergrössert werden soll. Dazu gehören die Vogelarten Dottertukan, Montserrattrupial und Kapuzenzeisig. Die Anlage ist nicht öffentlich zugänglich.

## Marketing

### Sponsoren
Der Zürcher Zoo besitzt als einer der wenigen Schweizer Zoos Sponsoren. Im Gegenzug bezieht der Zoo Produkte von seinen Gönnern.
Die vier Hauptsponsoren sind:
- Zürcher Kantonalbank
- Elektrizitätswerk der Stadt Zürich (EWZ)
- Migros
- Die Mobiliar

Der Co-Sponsor ist:
- Tchibo

### Werbung und Reklame

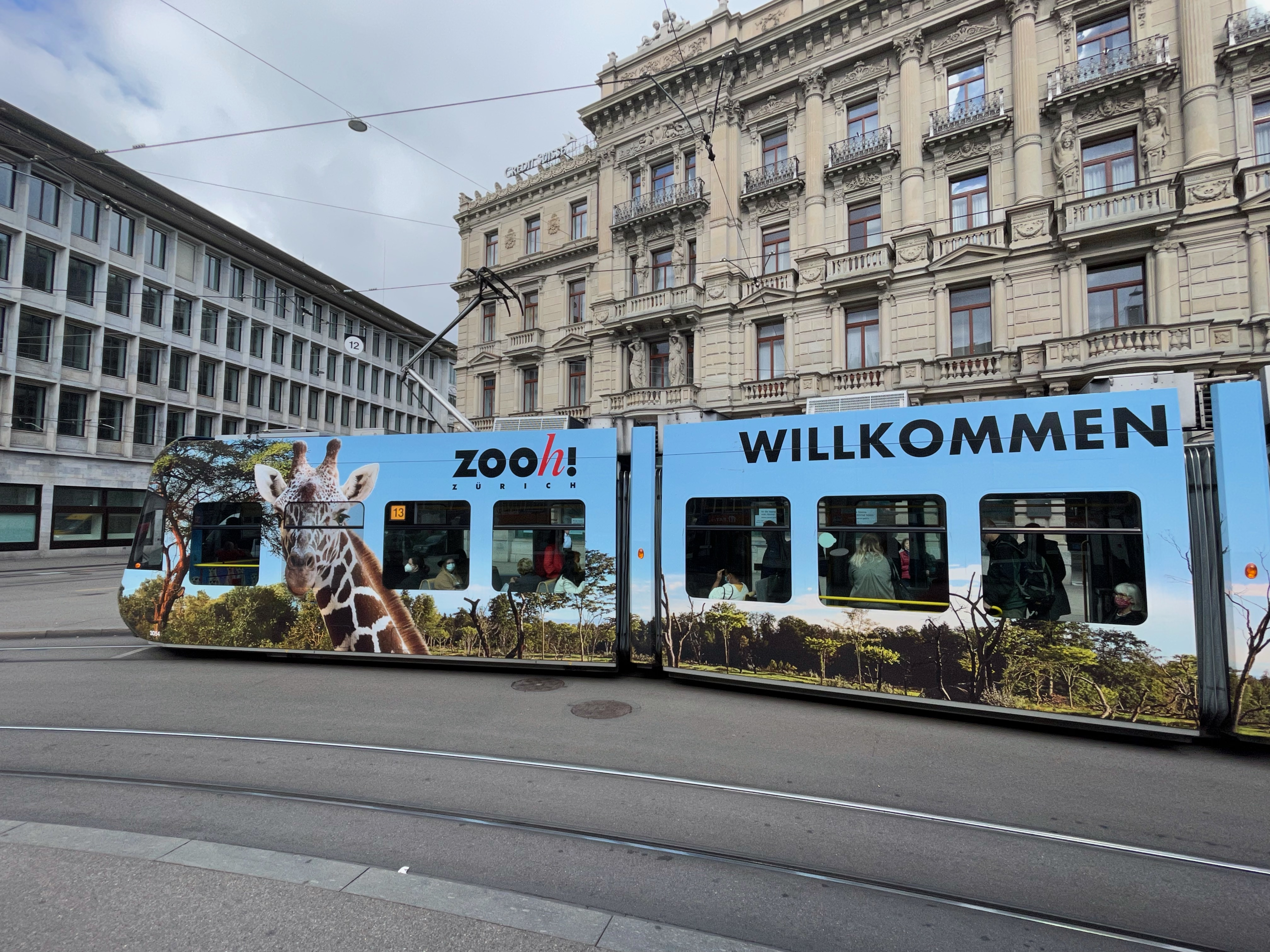
Zoo-Sondertram 2021 am Paradeplatz

Der Zoo betreibt stark Werbung, besonders wenn es darum geht, Spenden für neue Projekte zu sammeln. So wurde im Jahr 2005 zum Beispiel während der Sammelaktion für das neue Löwengehege ein TV-Spot produziert, in dem ein Nilpferd, dem der Schweizer Musiker Marc Sway seine Stimme lieh, eine Coverversion des bekannten Songs The Lion Sleeps Tonight sang. Auch sind immer wieder diverse Reklametafeln, die auf neue Anlagen und Spendenaktionen hinweisen, in der ganzen Metropolregion Zürich zu sehen.

### Medien
Der Zoo lädt lokale Medienberichterstatter zu monatlichen Veranstaltungen ein, bei denen jeweils ein Tier oder ein Thema präsentiert wird. Im Jahr 2004 produzierte das Schweizer Fernsehen eine fünfteilige Dokumentationsserie über den Zoo-Alltag und gewährte einen Blick hinter die Kulissen.
Seit dem Jahr 1999 besitzt der Zoo eine eigene Website, seit 2012 eine Mobile App.

## Publikationen

### Schriftreihen
- Zoojournal, erschien bis 2016 jährlich
- Zoo-News, erscheint zweimal pro Jahr
- IRBIS, erschien bis 2004 halbjährlich
- Lernwege:
  - Lernweg 1: Huftiere, 1990
  - Lernweg 2: Katzen, 1992
  - Lernweg 2: Katzen, 1998
  - Lernweg 3: Vögel am Wasser, 1996
  - Lernweg 4: Aquarium, 1992
  - Lernweg 5: Menschenaffen, 1993
  - Lernweg 6: Elefanten, 1994

### Elektronische Werke
- S'junge Elefäntli vom Zoo Züri, 30 Minuten, MC/CD
- Im Zoo dihei. Schweizer Fernsehen, 60 Minuten, VHS
- Zoo Geschichten. Schweizer Fernsehen, 135 Minuten, VHS/DVD
- Farha, Fahim und Familie, 23 Minuten
- Romuald Karmakar: Der Unsichtbare Zoo. Premiere am Internationalen Filmfestspiele Berlin 2024, 178 Minuten.[84][85]